# Montreuil-sur-Barse
Montreuil-sur-Barse is een gemeente in het Franse departement Aube (regio Grand Est) en telt 278 inwoners (2005). De plaats maakt deel uit van het arrondissement Troyes.

## Geografie
De oppervlakte van Montreuil-sur-Barse bedraagt 12,9 km², de bevolkingsdichtheid is 21,6 inwoners per km².
De onderstaande kaart toont de ligging van Montreuil-sur-Barse met de belangrijkste infrastructuur en aangrenzende gemeenten.

## Demografie
Onderstaande figuur toont het verloop van het inwonertal (bron: INSEE-tellingen).

Vanwege een beveiligingsprobleem met de MediaWiki Graph-software is het momenteel niet mogelijk deze grafiek weer te geven. Zodra de software is bijgewerkt zal de grafiek vanzelf weer zichtbaar worden.